# Chiesa della Beata Vergine Addolorata (Gromo)
La chiesa della Beata Vergine Addolorata è un luogo di culto cattolico di Gromo, in provincia di Bergamo. La chiesa è sussidiaria della parrocchiale di San Giacomo e San Vincenzo di Gromo, della Diocesi di Bergamo. L'edificio è posto poco distante dal centro abitato.

## Storia
Non si conosce l'esatta data di costruzione dell'oratorio ma gli affreschi che sono stati recuperati e restaurati nel XX secolo hanno confermato la presenza di un'edicola già nei primi anni del Cinquecento. La piccola chiesa fu riedificata a scopo devozionale nel 1856 inglobando l'affresco della Madonna addolorata, durante il periodo del colera.

## Descrizione

### Esterno
Il piccolo oratorio è preceduto da un porticato edificato nel Ventesimo secolo avente due archi a tutto sesto sorretti da una colonna in pietra e capitellodorico. Il porticato racchiude l'ingresso proteggendolo dalla via che affianca l'edificio sul lato a ovest. I lati a est e a nord, mostrano la sua edificazione su di un grumo di roccia.

La facciata è rivolta verso sud, e presenta una piccola apertura con due finestre rettangolari protette da inferriate. Le aperture hanno i contorni in pietra arenaria bocciardata, così come sono in pietra le trabeazioni. La parte superiore della facciata, oltre il tetto del porticato, ha una finestra centinata che illumina l'aula interna.

Sopra l'ingresso c'è un'epigrafe che riporta:
Il piccolo campanile a vela con un'unica campana è posto sopra la copertura in ardesia.

### Interno
L'aula a unica navata di piccole dimensioni, conserva sul coro del presbiterio l'affresco del XVI secolo della Madonna addolorata di autore ignoto, racchiuso in una semplice ancona lignea nera.

L'interno è illuminato oltre che dalle tre aperture poste sulla facciata, anche da due finestre laterali. Sulla parte superiore delle pareti corre una trabeazione modanata, da dove s'imposta il volta a ombrello. La trabeazione è sorretta dalla lesene a forma di colonna poste ai quattro angoli dell'aula. Il presbiterio si presenta rialzato da un gradino in pietra e ha un rivestimento in legno che fa da zoccolatura.
La chiesa ospitava come pala d'altare il polittico forse della bottega dei Marinoni, spostato e collocato nella chiesa parrocchiale nel 1883, posizionandolo dove era stato rimosso l'antico organo. Il dipinto fu eseguito tra 1530 il 1535, date che confermerebbero la sua edificazione. Il polittico porta la data del 1440 sulla tavola raffigurante san Vincenzo.
Sulla parete di destra del presbiterio vi è la tela centinata raffigurante Maria Assunta in cielo realizzata nel XX secolo.